# Atletica leggera ai Giochi della XXV Olimpiade - Staffetta 4×400 metri femminile

Video della Finale

La staffetta 4×400 metri ha fatto parte del programma femminile di atletica leggera ai Giochi della XXV Olimpiade. La competizione si è svolta nei giorni 7-8 agosto 1992 allo Stadio del Montjuic di Barcellona.

## Presenze ed assenze delle campionesse in carica
| Competizione        | Atleta           | Prestazione | Barcellona 1992 |
| ------------------- | ---------------- | ----------- | --------------- |
| Olimpiadi 1988      | Unione Sovietica | 3'15”18     | Presente        |
| Commonwealth 1990   | Inghilterra      | 3'28”08     | [ E 2 ]         |
| Goodwill Games 1990 | Unione Sovietica | 3'23”70     | Presente        |
| Europei 1990        | Germania Est     | 3'21”02     | Presente        |
| Asiatici 1990       | Cina             | 3'33”57     | Non qual.       |
| Panamericani 1991   | Stati Uniti      | 3'24”21     | Presenti        |
| Africani 1991       | Nigeria          | 3'31”05     | Non qual.       |
| Mondiali 1991       | Unione Sovietica | 3'18”43     | Presente        |

1. ↑  L'ex URSS si presenta con la nuova denominazione «Squadra Unificata».
2. ↑  Ai Giochi l'Inghilterra non gareggia come nazione a sé stante, ma sotto la bandiera della Gran Bretagna.
3. ↑  Ai Giochi partecipa la Germania unita.
4. ↑  L'ex URSS si presenta con la nuova denominazione «Squadra Unificata».

## Finale
| Pos | Paese             | Squadra                                                         | Tempo   |
| --- | ----------------- | --------------------------------------------------------------- | ------- |
|     | Squadra Unificata | Elena Ruzina Ljudmyla Džyhalova Olga Nazarova Olga Bryzgina     | 3'20"20 |
|     | Stati Uniti       | Natasha Kaiser Gwen Torrence Jearl Miles-Clark Rochelle Stevens | 3'20"92 |
|     | Gran Bretagna     | Phylis Smith Sandra Douglas Jennifer Stoute Sally Gunnell       | 3'24"23 |